# Leif Thybo
Leif Thybo, född 12 juni 1922, död 24 januari 2001, var en dansk orgelpedagog, organist och tonsättare. År 1952 gjorde Thybo en transkription av ett av Igor Stravinskijs verk för kammarorkester, Dumbarton Oaks (Concerto in E-flat). Denna studie kom att betyda mycket för hur Thybo skulle komma att komponera sina framtida orgelverk. Bland hans elever är kompositören Frederik Magle.

## Verkförteckning (Urval)
Orgelverk:
- Preludio, pastorale e fugato,  op.11  (1948)
- Preludium  (1950)
- Concerto per organo  (1953-54)
- Concerto  (1956)  "St. Andrew's"
- Passacaglia con Intermedios (1961)
- Contrasti per organo  (1965)
- Liber organi  (1967)
- Compenius-suite  (1968)

Orkesterverk:
- Violinkonsert  (1969)